# MOAI (企業)
株式会社MOAIは、日本の３人組音楽グループ・いきものがかりが立ち上げた個人事務所。代表取締役は、グループのリーダー・水野良樹が担当している。

## 概要
社名の由来は、水野と山下穂尊の２人組だった当時のいきものがかりに、吉岡聖恵が加わった際に、「『いきものがかり』以外に、なにか良いグループ名はないか？」と意見を出し合った際に吉岡が提案した、「モアイを肩に乗せないで」から来ている。

## その他
以前、いきものがかりが所属していた事務所・キューブが業務提携を行なっているほか、FIREBUGとプロデュース契約を締結している。